# چاپ زیستی سه‌بعدی مغناطیسی
چاپ زیستی سه‌بعدی مغناطیسی(به انگلیسی:Magnetic 3D Bioprinting) روشی است که از نانو ذرات مغناطیسی زیست سازگار برای چاپ سلول ها در ساختارهای سه‌بعدی یا کشت سلول های سه‌بعدی استفاده می‌کند. در این فرایند ، سلول ها با نانو ذرات مغناطیسی (نانو شاتل ) برچسب گذاری می‌شوند که برای مغناطیسی شدن آن ها استفاده می‌شود.  این سلول‌ها پس از مغناطیسی شدن، می توانند با استفاده از نیروهای مغناطیسی خارجی که ساختار و عملکرد بافت را تقلید می کنند ، به سرعت در الگوهای سه بعدی خاص چاپ شوند.

## اصول کلی
استفاده از چاپ زیستی سه بعدی مغناطیسی مزایای مختلفی نسبت به سایر روش های چاپ سه بعدی مانند اکستروژن، طرح نگار نوری و استریولیتوگرافی دارد . این مزایا شامل فرآیند چاپ زیستی سریع(15 دقیقه - 1 ساعت) در مقایسه با سایر فرایندهای طولانی مدت است؛ سنتز درون زای ماتریکس برون یاخته ای (ECM) بدون نیاز به بستر پروتئین مصنوعی، و کنترل خوب فضایی است. با استفاده از این سیستم، می توان به‌ سرعت، از اسفروئیدها و حلقه‌های ساده تا مدل‌های ارگانیک پیچیده‌ تر، مانند ریه، دریچه آئورت، و چربی، مدل های کشت سلول سه بعدی چاپ کرد.

## تاریخچه
اولین سیستم چاپ زیستی سه بعدی موجود توسط Nano3D Biosciences، Inc به‌ صورت تجاری مورد استفاده قرارگرقت. اولین کاربرد این سیستم برای غربالگری داروهای با بازده بالا و محتوای بالا است. 

## فرآیند
سلول ها ابتدا باید در حضور نانو ذرات مغناطیسی تکثیر شوند تا در معرض  میدان های مغناطیسی کاملا تحت تاثیر قرار گرفته و آنگونه که می خواهیم رفتار کنند. سیستم توسعه یافته توسط Nano3D Biosciences از "nanoshuttle" استفاده می کند که مجموعه‌ای از نانو ذرات است که از طلا ، اکسید آهن مغناطیسی و پلی-ال-لیزین تشکیل شده و ازطریق برهمکنش الکترواستاتیک به چسبندگی غشای سلول کمک می کند.  در این سیستم، سلول‌ها با استفاده از زمینه‌های تولید شده توسط آهنرباهای دائمی ، به‌صورت مغناطیسی به الگوهای سه‌ بعدی (حلقه ها یا نقاط) چاپ می‌شوند. سلول‌های موجود در سازه چاپ‌شده برای جا به جایی، تکثیر و در نهایت کوچک‌ شدن ساختار، با سلولهای اطراف و ECM در تعامل هستند(به طور معمول درطول 24 ساعت).
هنگامی که به‌عنوان روش سنجش سمی‌ بودن استفاده می‌شود، این انقباض با غلظت دارو متفاوت است و یک معیار سلولی بدون برچسب است که می‌تواند به‌راحتی با تصویربرداری با زمینه درخشان (Bright-field) عکس گرفته و اندازه‌گیری شود.  در سیستم توسعه‌ یافته توسط Nano3D Biosciences، می‍‌توان اندازه الگو را با استفاده از تصویربرداری همه‌ی صفحات تا 96 ساختار در فواصل کوچک(درحد 1ثانیه)، ثبت کرد تا  به طور موثر فارماکودینامیک را ثبت کرد. نتایج استفاده از چاپ زیستی مغناطیسی سه‌ بعدی به‌تازگی در گزارش‌های علمی در اکتبر 2013 منتشر شده‌ است. 

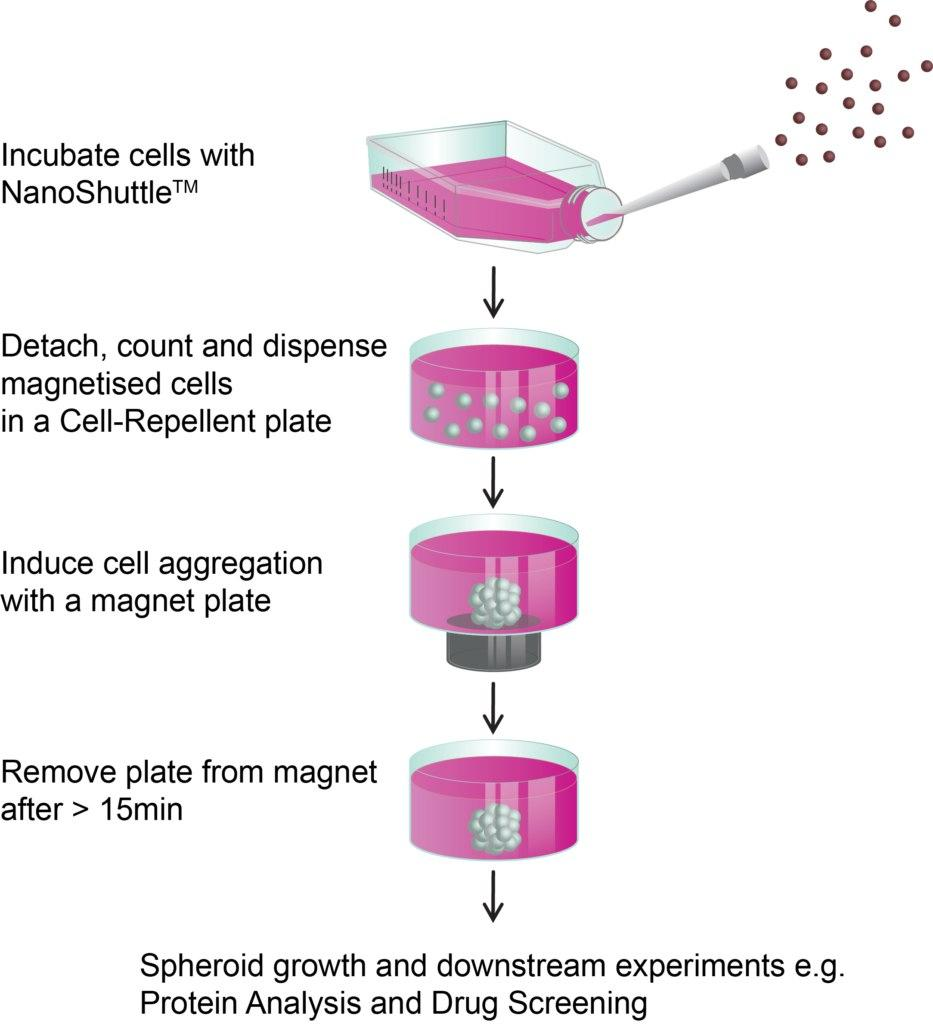
مراحل اساسی چاپ زیستی مغناطیسی با مغناطش سلول‌ها، انتقال به صفحه دافع سلول و چاپ مجدد با آهنربا.

### Diamagnetophoresis
سلولها را می توان بدون استفاده از نانوذرات مغناطیسی با استفاده از دیامغناطیس مونتاژ کرد. بعضی از مواد نسبت به بقیه به شدت به آهن‌ربا حساس هستند یا به آن جذب می‌شوند. موادی که از حساسیت مغناطیسی بالاتری برخوردار هستند، جذب بیشتری به یک آهن‌ربا داشته و به سمت آن حرکت می‌کنند. مواد جذب‌شونده‌ی ضعیف با حساسیت کمتر، به سمت مناطقی با میدان مغناطیسی ضعیف‌ تر که دور از آهن‌ربا قرار دارند، جابجا می‌شوند. با طراحی میدان‌های مغناطیسی و مرتب کردن دقیق اهن رباها ، می‌توان از تفاوت‌ حساسیت مغناطیسی دو ماده برای متمرکز کردن فقط یکی از آن ها در یک حجم مشخص استفاده کرد.
نمونه‌ای را می‌توان در کار یافت که در آن یک بیو-اینک با معلق کردن سلول‌های سرطانی سینه در محیط کشت سلولی حاوی نمک پارامغناطیس، دی اتیلن تری امین پنتا استیک‌اسید گادولینیوم (III) و هیدرات نمک دی‌هیدروژن (Gd-DTPA) فرموله شده‌است. مانند اکثر سلول‌ها، این سلول‌های سرطانی سینه بسیار کمتر از Gd-DTPA که ماده‌ی حایل MRI مورد تایید FDA برای استفاده در انسان است، توسط آهن‌ربا جذب می‌شوند. بنابراین، هنگامی که یک میدان مغناطیسی اعمال شود، هیدرات نمک به سمت آهن‌ربا حرکت می‌کند، و سلول‌ها را به یک منطقه از پیش تعیین‌شده با حداقل قدرت میدان مغناطیسی منتقل می‌کند، که این یک خوشه سلول 3D را ایجاد می‌کند. 

## کاربرد
از چاپ زیستی سه بعدی مغناطیسی می توان برای بررسی مسمومیت قلبی عروقی استفاده کرد که 30٪ از مصرف مواد مخدر را تشکیل می‌دهد. سلول‌های عضله صاف عروقی به صورت مغناطیسی در حلقه‌های سه‌بعدی چاپ می‌شوند تا رگ های خونی را که می‌توانند منقبض و منبسط شوند، تقلید کنند. این سیستم می‌تواند به طور بالقوه جایگزین آزمایش های بافت ex vivo شود‌، که هزینه‌بر اند و داد‌ه‌های کمی در هر آزمایش می‌دهند.

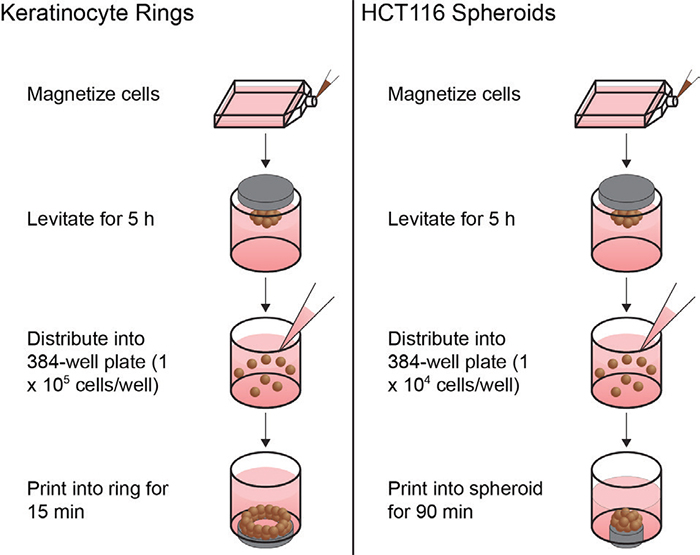
آزمایش های ترمیم زخم سه‌بعدی با استفاده از یک آهنربا برای تولید ساختارهای حلقه‌ای (سمت چپ) و ساختارهای کروی(سمت راست)

علاوه براین، چاپ زیستی مغناطیسی سه‌بعدی می‌تواند از سلول‌های انسانی برای تخمین واکنش انسانی in vivo بهتر از مدل حیوانی استفاده کند. استانداردهای فعلی برای غربالگری مرکب، مدل‌های حیوانی است؛ این مدل‌ها بیانگر بافت های مورد نظر انسانی هستند ولی گران، کمیاب و دارای چالش‌های اخلاقی می‌باشند. از سوی دیگر چاپ 2D در تست برون تنی in vitro به صورت ضعیفی محیط  بومی سلول‌ها را شبیه‌سازی می‌کند؛ بنابراین پاسخ درون تنی in vivo در انسان آزمایش را با سرعت بالا و به سهولت ارائه می‌دهد. این امر توسط زیست سنجی (Bio assay) نشان داده شده‌است که ترکیبی از سرعت چاپ مغناطیسی با مزایای چاپ سه‌بعدی در تولید ساختارهای بافت‌مانند برای مطالعه است.
روش زیست سنجی  ترکیبی از محیط‌های کشت سلول سه‌بعدی با ازمایش با بازده بالا برای پیش بینی پاسخ درون تنی در شرایط برون تنی است.بر اساس چاپ زیستی سه بعدی سلول های مغناطیسی شده با نانو شاتل به شکل‌های کروی و حلقوی چاپ می‌شوند. بلافاصله بعد از چاپ این ساختار ها به دلیل حرکت و زنده ماندن سلول، تعامل سلول‌ها یا تکثیر، کوچک و بسته می‌شوند، انقباض کشت طی ۲۴ ساعت کامل می‌شود.
از این روش می توان برای ردیابی انقباض کشت حلقوی و کروی که نمایان‌گر شرایط متفاوت هستند، استفاده کرد.انقباض حلقوی نمایان‌گر الیتام زخم است، جایی که سلول‌ها برای پر کردن فضای خالی زخم فعالیت می‌کنند و کشت کروی نماینگر اتساع و انقباض عروق خونی می‌باشد.

## کاربران
کاربران هدف برای چاپ زیستی مغناطیسی سه بعدی در صنایع دارویی و CRO هستند ، جایی که این سیستم می‌تواند در فرآیند کشف دارو به عنوان یک صفحه ترکیبی برای سمیت و اثربخشی ادغام شود. در آینده، چاپ زیستی مغناطیسی سه‌بعدی می‌تواند در زمینه‌ی داروهای احیاکننده و تولید اندام به‌کار گرفته شود. به‌طور کلی، چاپ زیستی سه‌بعدی مغناطیسی ابزاری موثر برای ایجاد مدل‌های پایدار از بافت بومی است.

## بیشتر
- Tran, Jasper (2015). "To Bioprint or Not to Bioprint". North Carolina Journal of Law and Technology. 17: 123–78. SSRN 2562952.
- Tran, Jasper (2015). "Patenting Bioprinting". Harvard Journal of Law and Technology Digest. SSRN 2603693.